# Stanton Fredericks
Stanton Fredericks (Johannesburg, 13 giugno 1977) è un ex calciatore sudafricano, di ruolo centrocampista.

## Carriera

### Club
Ha giocato nel campionato sudafricano, svizzero, russo e greco.

### Nazionale
Con la Nazionale sudafricana ha preso parte alle Olimpiadi del 2000 e alla Coppa d'Africa nel 2004.